# ワンド (タロット)
ワンド（英語: wands, フランス語: les bâtons）は、タロットの小アルカナにおける四つのスートの一つで、棒、杖、あるいは棍棒を象っている。バトン (batons)、ステイブ (staves)、ロッド (rods)、笏（sceptres）ともいう。ワンドという呼称は20世紀の英語圏で普及した。
現代の通説ではトランプのクラブに相当し、四大元素の火を象徴する。

## カードの種類と意味
アーサー・エドワード・ウェイトの『タロット図解』において解説されている意味は以下の通りである。

### ピップ（数字札）
ワンドのエース「ワンドの1」とも。創造力、出発点。
ワンドの2
財産、荘厳さ、領主。
ワンドの3
確立された力、交易、ビジネス上の協力。
ワンドの4
仕事の完成、休息、平和。
ワンドの5
熱心な競争、スポーツ。
ワンドの6
勝利者、大ニュースの到着、吉報。
ワンドの7
勇気、ディスカッション、交渉、克己心。
ワンドの8
活動性、素早さ。
ワンドの9
抑圧された状況における強さ、警戒。
ワンドの10
抑圧、多すぎる財産、重圧。

### コート（人物札）
ワンドのペイジ
若い男性、忠実、外交使節、郵便。
ワンドのナイト
出発、親しみやすい若者。
ワンドのクイーン
田舎の女性、親しみやすく貞淑、尊敬できる。
ワンドのキング
田舎の男性、正直、良心的。

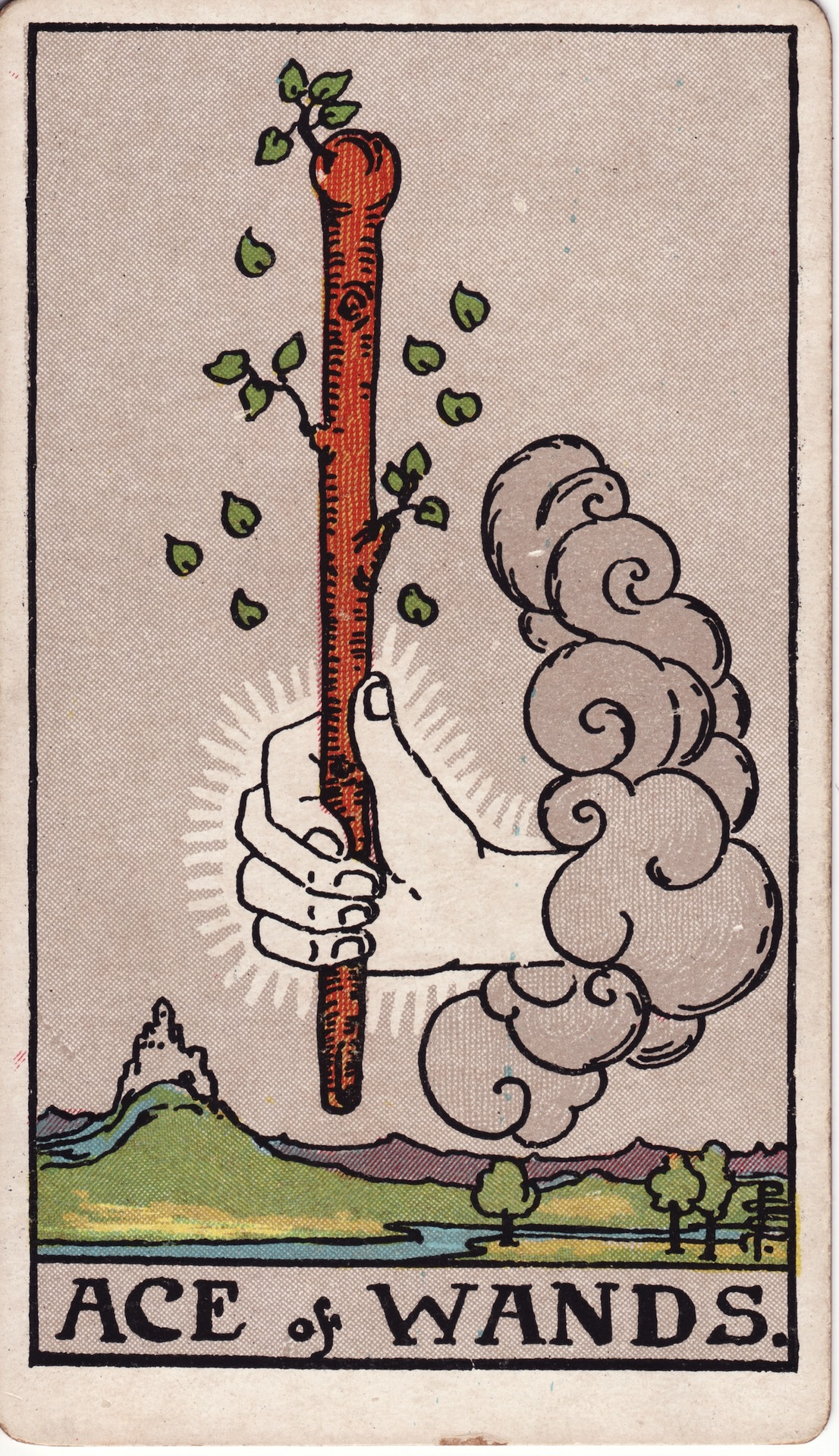
エース
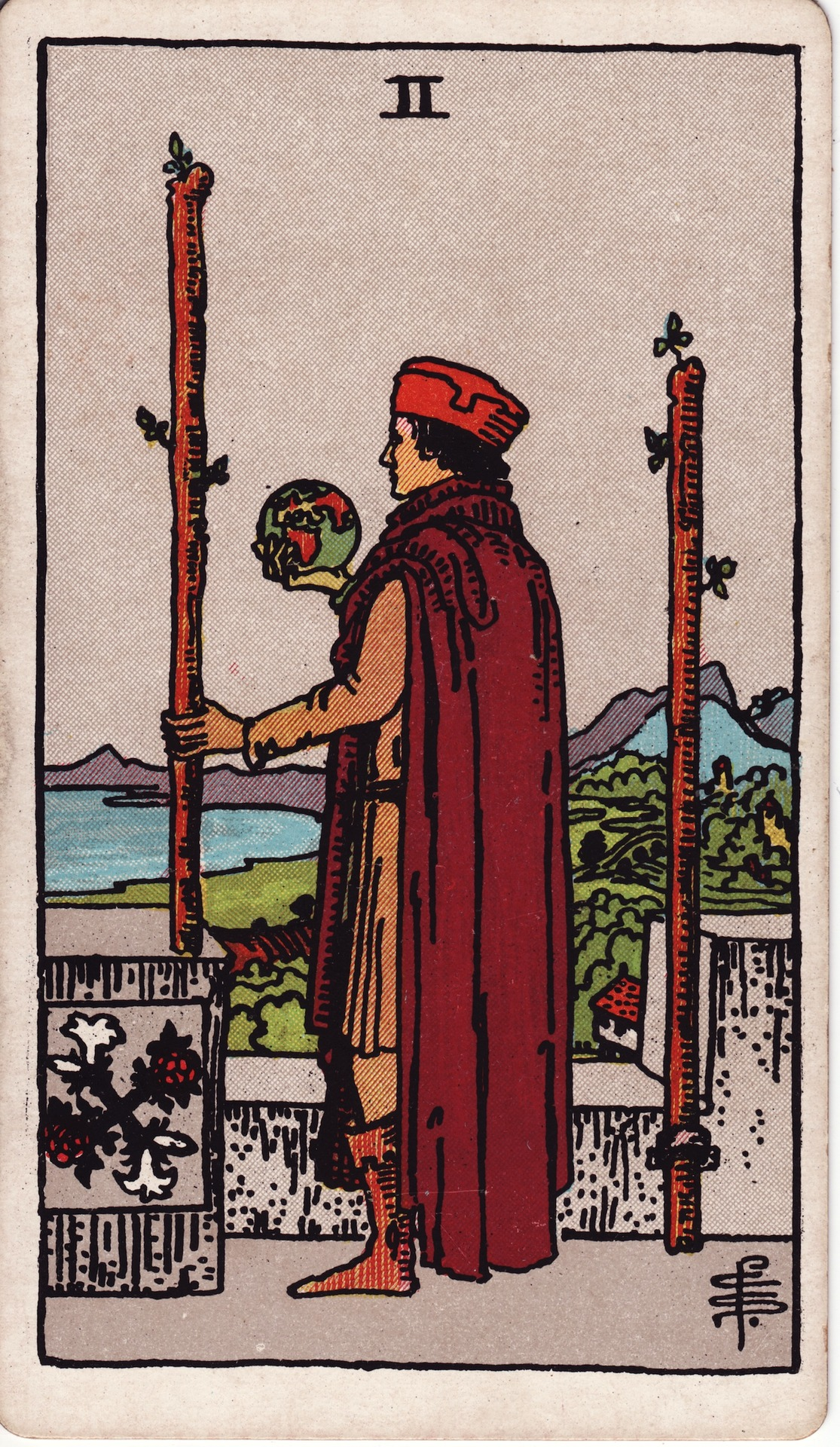
2
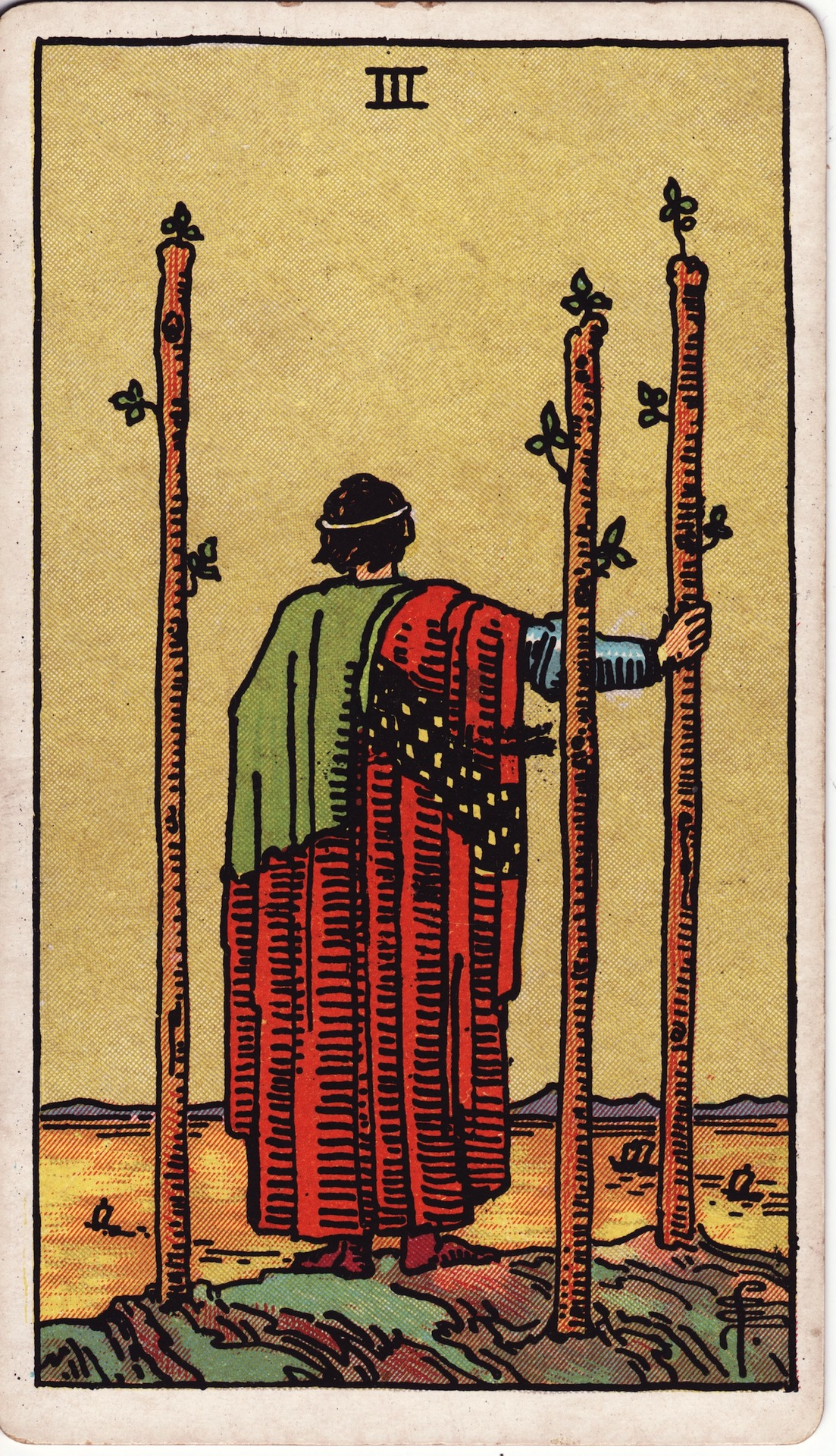
3
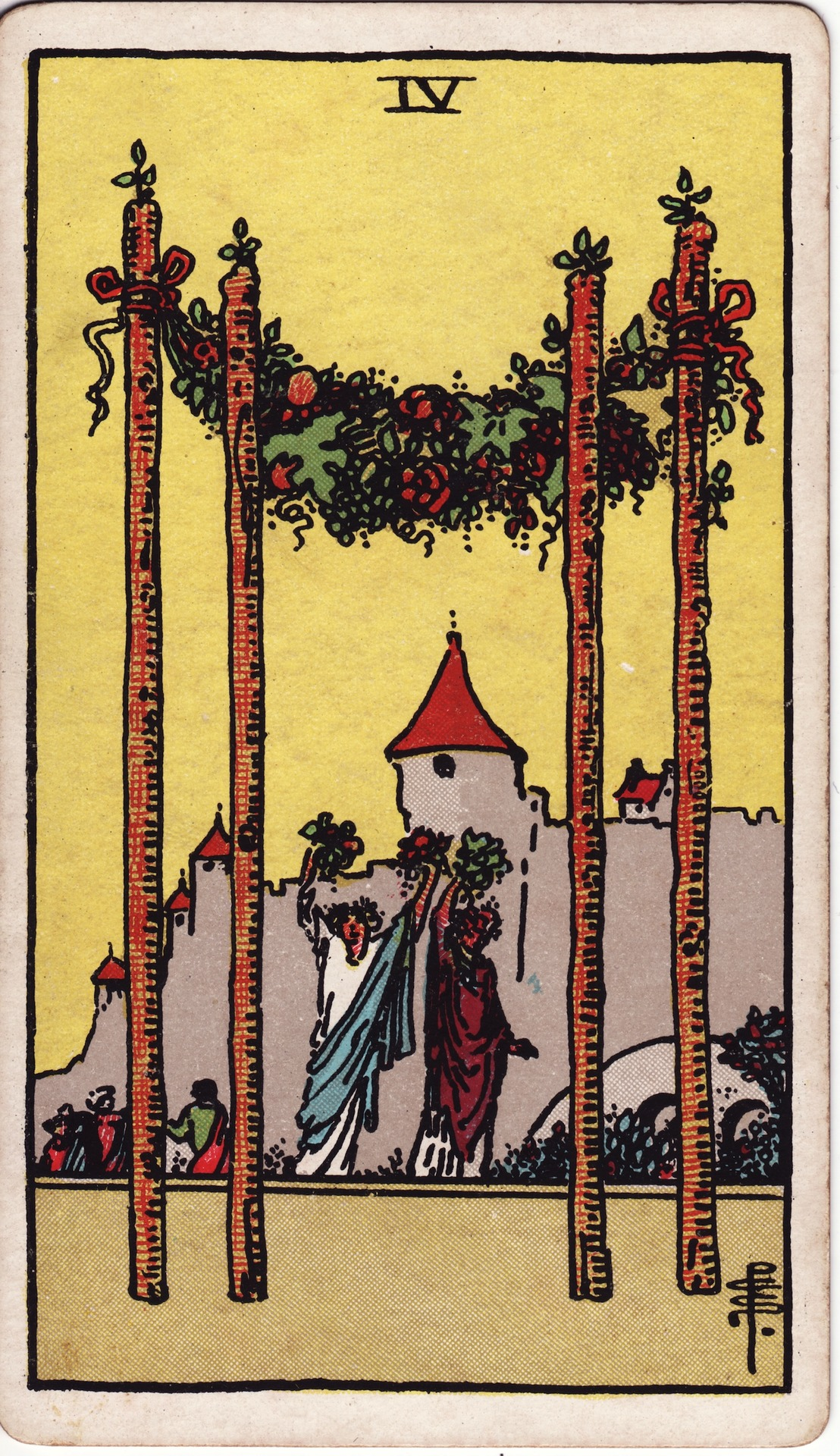
4
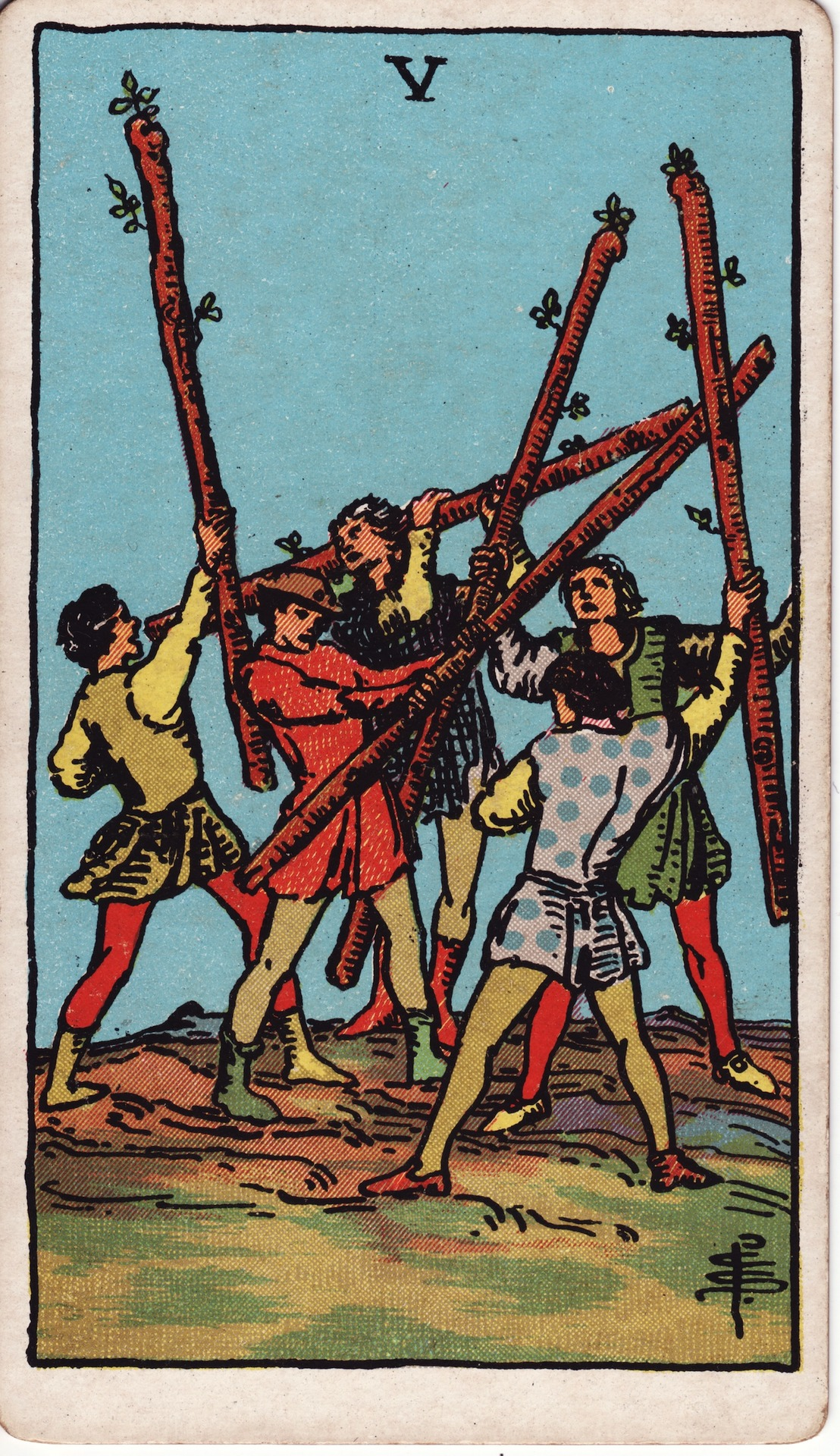
5
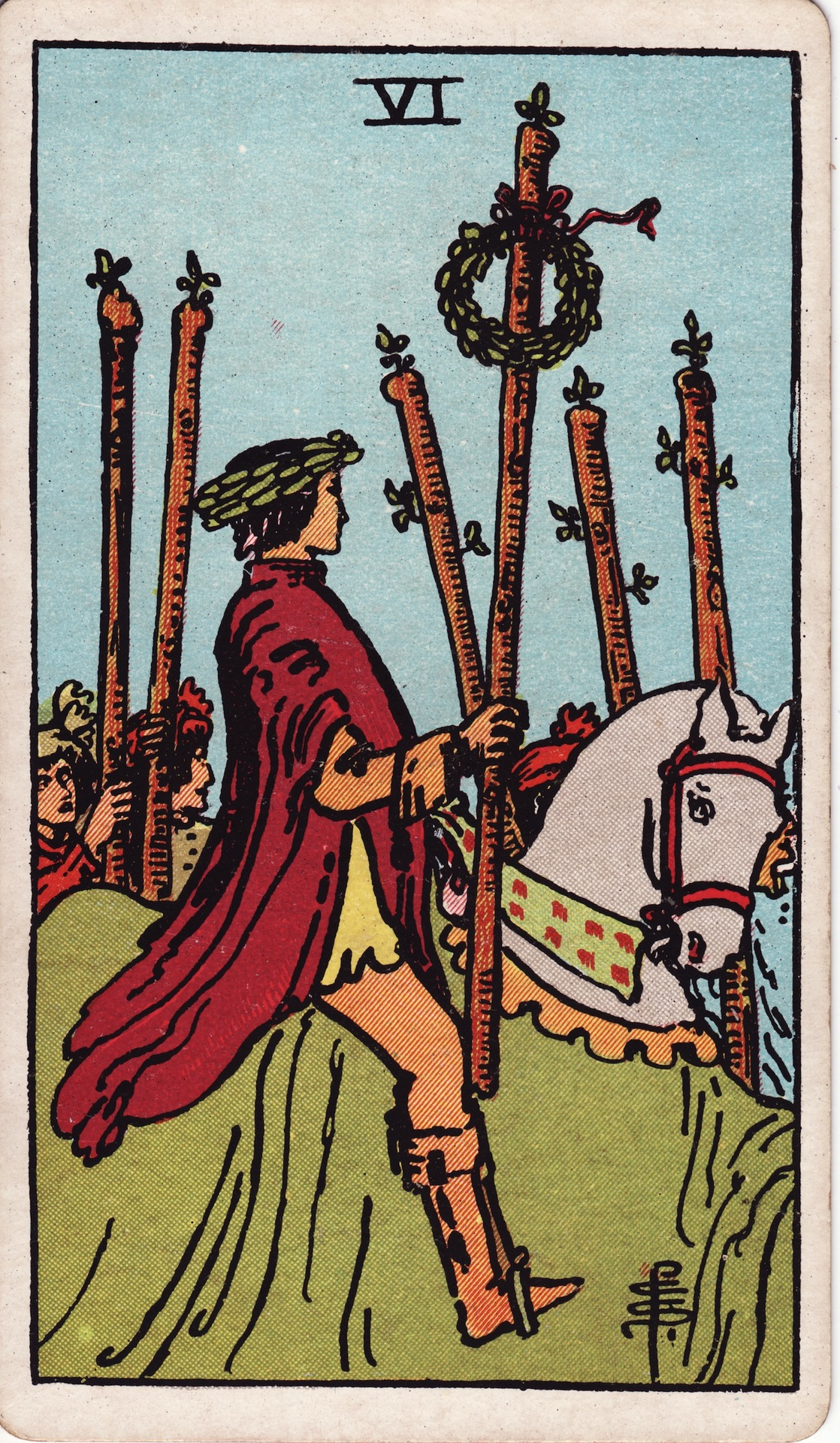
6
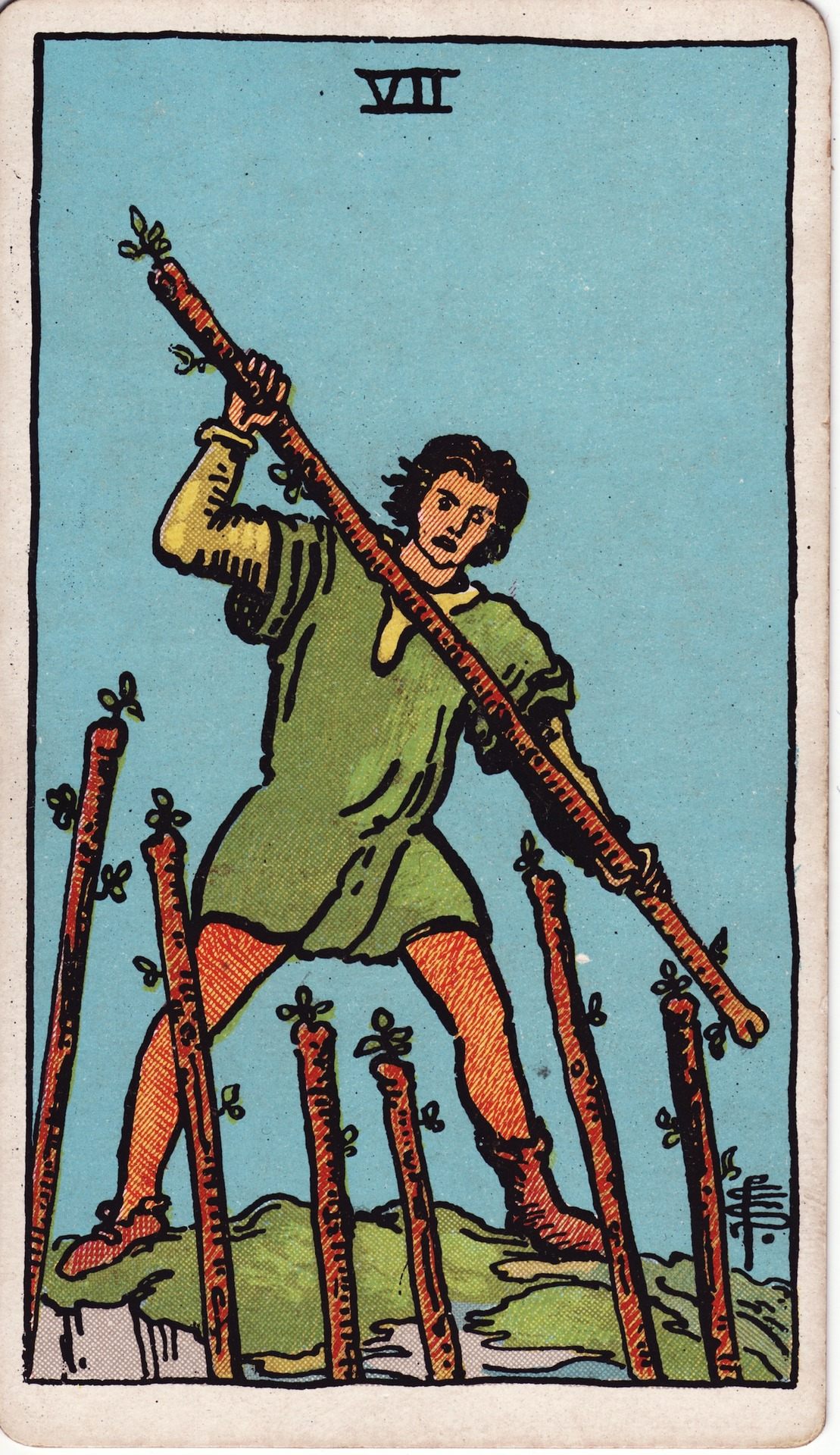
7
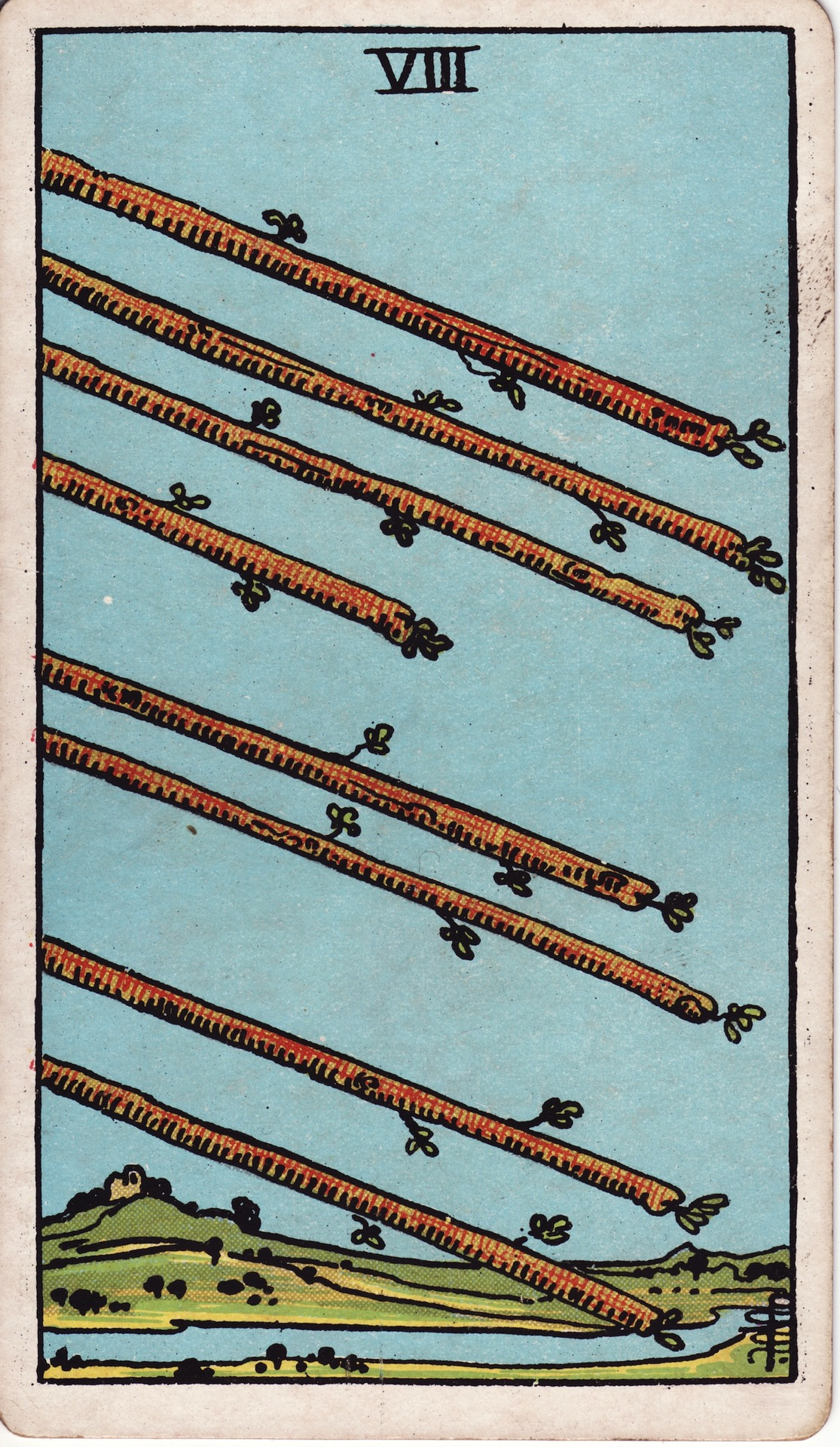
8
9
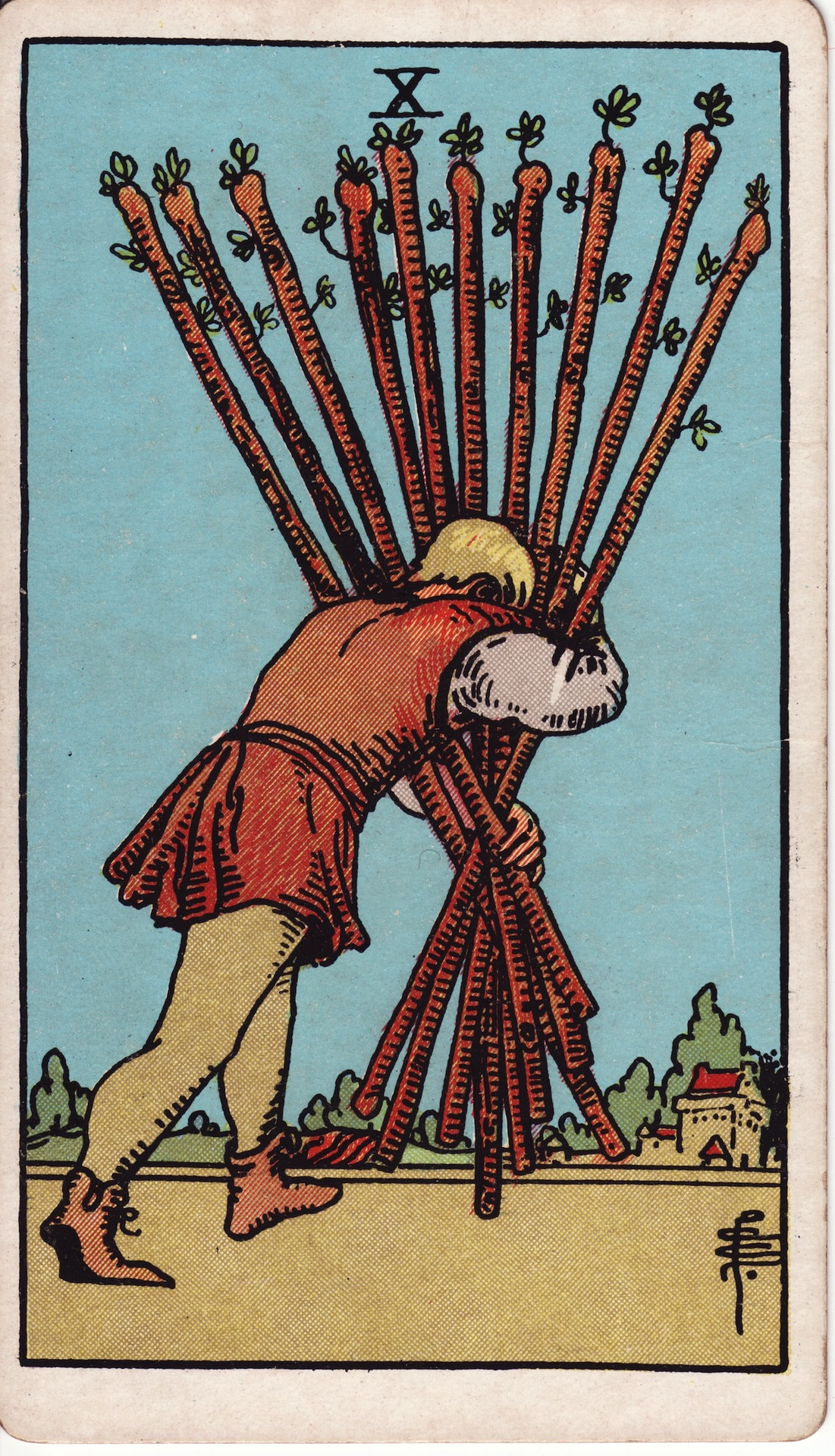
10
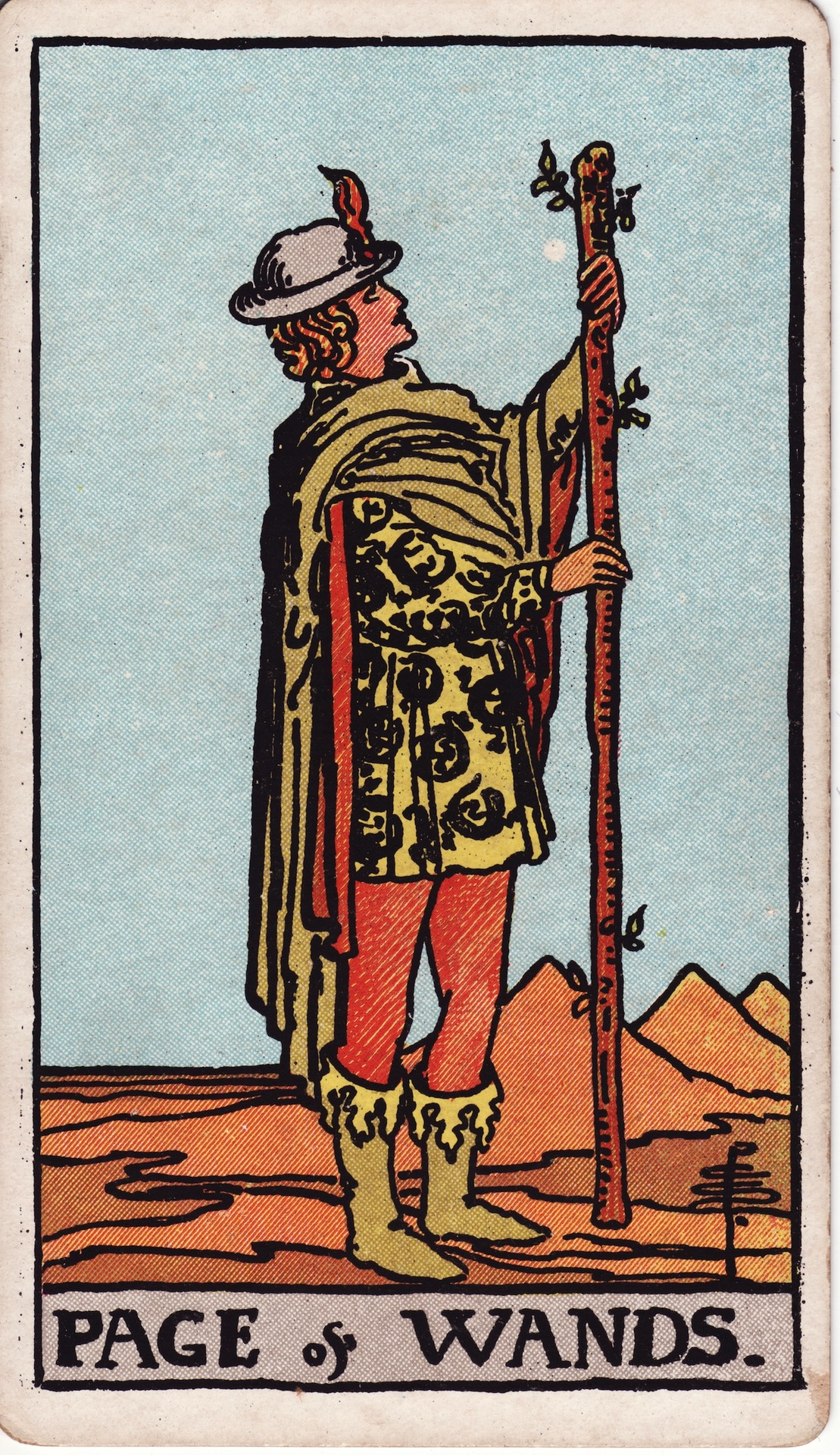
ペイジ
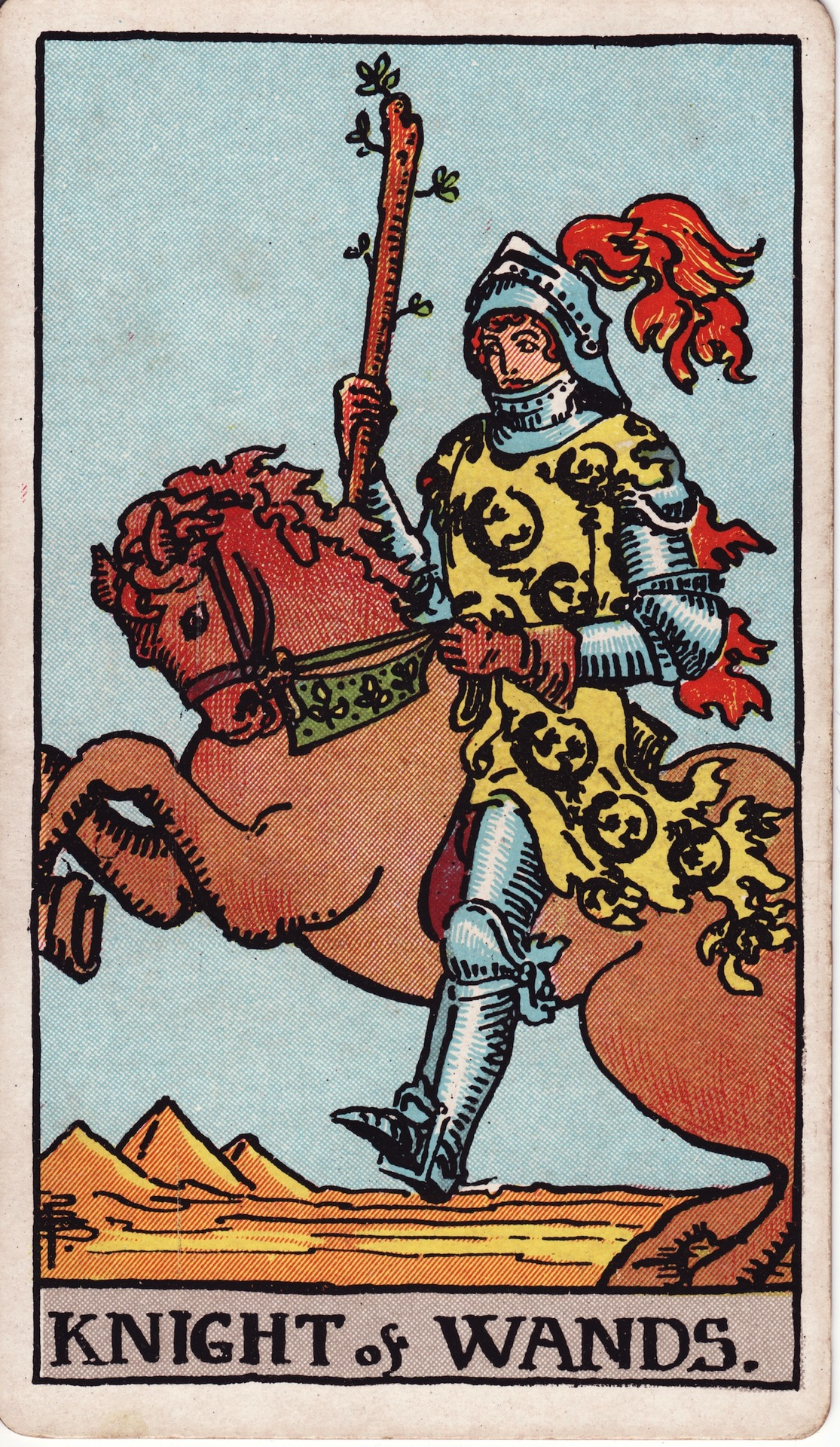
ナイト
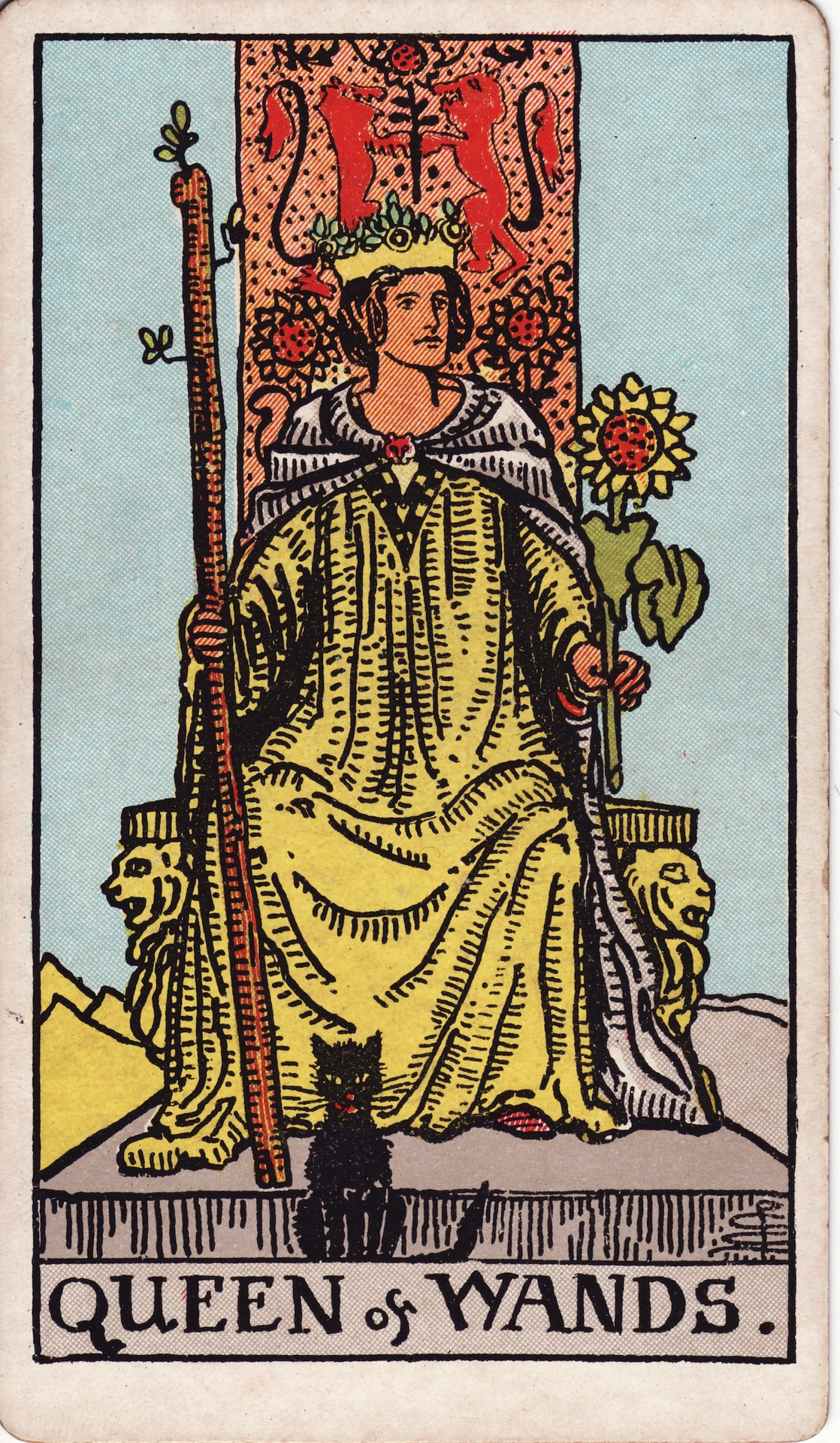
クイーン
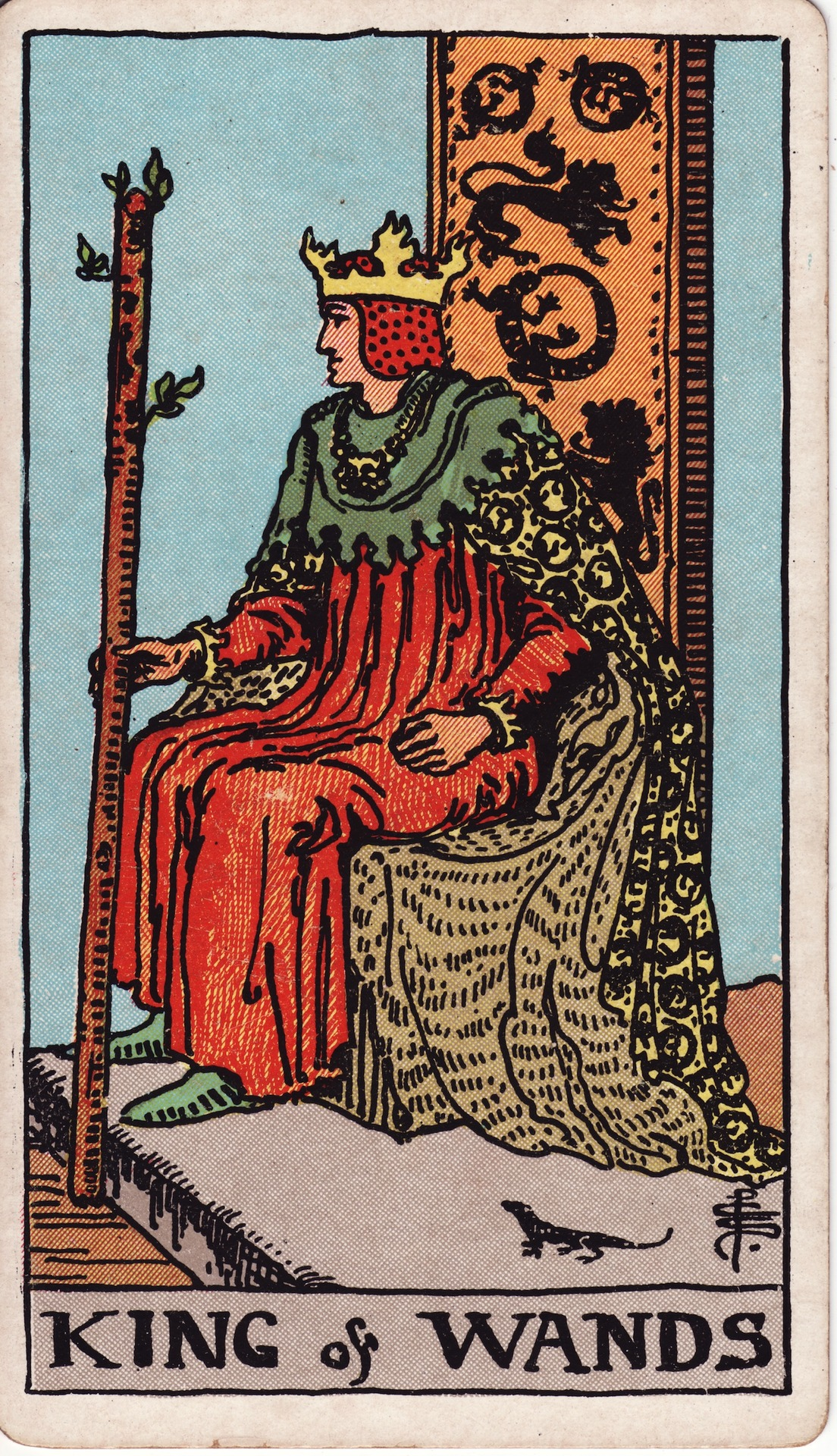
キング

## ウェイト版の寓意画の解釈
ウェイト版タロットでは、何かしらの意味を持った寓意画が各番号で描かれている。一般的な解釈は以下の通り。
ワンド全般
ワンド（棒）は、体を支える杖の役割を持つだけでなく、それだけで住居などを作ったり、松明の元になる。すなわち、様々な用途に用いることが出来る原始的な力を意味する。
エース
雲から右手が出ており、1本の新芽付きの棒を握っている。
新芽は新しい生命を意味し、それ自体が生命力や、新たなことへの情熱を示唆させる。また、力強く握る手には、対象への確固たる自信を窺わせる。
2
地球儀と棒を持った若者が、遠くを見つめている。壁にはもう一本の棒ががっちりと固定されている。
遠くを見つめる視点は、未来への展望を強く意識していることを示唆させる。また、壁に固定された棒は、その地位・立場が安定していることを意味する。
3
黄金色に輝く背景に向けて、カードから背を向けている人物が描かれている。また後ろには船が見られ、エースでも描かれた山が描かれている。
船は交易の対象であり、視点がカードの外の世界に向けられており、グローバル化を視野に入れていることを意味する。また、後ろを向く人物はこの船の所有者と解釈され、自身の計画を見届けていると考えられる。
4
4本の棒と草花によってによって門が作られ、奥にはこちらを歓迎しているかのように手を挙げる2人の人物が見られる。
いわばこのカードを手にした者自身が、何かしらのパーティ、日本文化でいえばハレの舞台に呼ばれたものだと解釈できる。すなわち、カードを持つものは歓迎されており、休息へと向かおうとしていると考えられる。
5
5人の若者が、各々持った棒を振り回している。その棒が誰に向けられているのかは、棒の向きがバラバラであることから、はっきりとは分からない。
その服装から、ここで描かれている人物たちは、ワンドの4までとは異なり、ごく一般の人間であることが考えられる。棒の向きがバラバラであることは、不特定の人間に自らの意見を発信しているとも考えられ、棒自体がその人の発言を意味しているとも言える。各人の服装が異なることは、各々が別々の価値観や個性を持っていることを意味している。
6
白馬に乗り、月桂樹の冠を被った人物が凱旋をしている。その手には杖が握られ、残りの5本の棒は後ろに配置されている。
もちろん、このカードの見た目通り、「勝利者の帰還」として、皆から祝福を受けている場面であることもイメージできる。ただ、（意図的か否かは不明だが）白馬にたてがみが無いことに違和感が見られる。これは白馬自体がハリボテであり、この状況が本物の凱旋ではなく、何らかの芝居の一場面であるともとれる。
7
崖下から伸びた6本の棒が、1本の棒を持った男性を追い詰めている。まだ棒達は届いておらず、男性は防御の準備をしている。
男性の靴は左右で異なっており、何らかの理由で履物を揃える余裕すらなかったことが窺える。6本の棒は男性に届いておらず、追い詰められながらもまた一定の余裕があるだろう。この男性がその場から逃走するか、毅然と立ち向かうかは、まだ彼自身に委ねられている状況だと言える。
8
ワンドの中では唯一人物が登場せず、8本の棒が並行に右下がりに伸びている。棒たちの下には川が見られる。
この棒たちは伸びているとも考えられるし、端が描かれていないため空中を飛んでいるとも受け取れる。棒自体は、人間の複数のタスクを意味し、それを混交させることなく正確に捌いている、と解釈できる。
9
棒を持った、包帯だらけの男性が不安そうに左を見つめている。残りの8本の棒は長さが不揃いのまま、境界線に垂直に伸びている。
外的な傷を負った男性は、これからも来るであろう襲撃に怯えているとも、身構えているとも考えられる。その両手には棒をしっかりと握っていることから、何か1つのものをしっかりと守ろうとしていることが窺える。
10
10本の棒を束にして抱え、右奥にある街へと向かっている人物が描かれている。その背中は曲がっており、相当な徒労があったことを示唆させる。
10本もの棒は、最早この人物が抱えきれないであろう事象の量であると考えられる。抱えきれないほどの棒は、彼自身のストレスとも言えるし、当初は自信があって取り組んでいたが、結局は達成できず重なっていった結果とも言える。
ペイジ
若者が棒を真っ直ぐに持ち、先端を見つめている。
そもそもペイジとは使い者を意味していることから、この若者はその目上の立場にあたる人物（王・女王など）から、何らかの使命を持たされたと考えられる。その視線は真っ直ぐであることから、彼が意欲的にその使命に取り組もうとしていると言える。
ナイト
荒馬に跨った騎士が、砂漠の中を駆けて行く様子が描かれている。
この馬の荒々しさは、乗っている騎士の性格そのものを表している。これから向かおうとしている場所に、血気盛んに行かんとしていることから、若々しさを多分に感じられる。
クイーン
向かって左手に棒を、右手にヒマワリの花を持ち、椅子に鎮座している女王の姿が描かれている。
ヒマワリの花は太陽をイメージさせることから、この女王がおおらかで陽気な性格であることを隠喩している。また、女王という立場にいることから高いリーダーシップ能力も兼ね備えている。この2つの性格により、彼女が部下達から慕われる立場であることを窺わせる。
キング
棒を持った王が、椅子に座っている様子を横から描いたものである。
王の姿勢はやや前のめりであり、まるでカードの外にいる誰かに熱弁を奮っているかのように見える。また、その姿勢は同時に行動を積極的に起こそうとしていることも暗喩している。このことから、彼が非常にエネルギッシュな性格であり、カリスマ性を持っていることを示唆している、